# Autobahndreieck Bad Neuenahr-Ahrweiler
Das Autobahndreieck Bad Neuenahr-Ahrweiler (Abkürzung: AD Bad Neuenahr-Ahrweiler; Kurzform: Dreieck Bad Neuenahr Ahrweiler) verbindet die Autobahnen 61 (Venlo – Hockenheim) und 573 miteinander.

## Geografie
Das Autobahndreieck liegt zirka 3,5 km nördlich der Stadt Bad Neuenahr-Ahrweiler auf dem Gebiet der Gemeinde Grafschaft. Die nächstgelegene Ortschaft ist Beller.

## Bauform und Ausbauzustand
Das Autobahndreieck ist als linksgeführte Trompete angelegt. Beide Autobahnen sind im Dreieck vierspurig angelegt. Eine Anschlussstelle zu beiden Autobahnen ist über einen Kreisverkehr der Landesstraße L 79 (Beller Straße, Heppinger Straße, Joseph-von-Fraunhofer-Straße) in das Autobahndreieck integriert. Somit befindet sich eine weitere direkte und eine weitere indirekte Verbindungsrampe im Kreuzungsbereich der Autobahnen.

## Verkehrsaufkommen
| Von                       | Nach                      | Durchschnittliche tägliche Verkehrsstärke | Durchschnittliche tägliche Verkehrsstärke | Durchschnittliche tägliche Verkehrsstärke | Anteil Schwerlastverkehr | Anteil Schwerlastverkehr | Anteil Schwerlastverkehr |
| Von                       | Nach                      | 2005                                      | 2010                                      | 2015                                      | 2005                     | 2010                     | 2015                     |
| ------------------------- | ------------------------- | ----------------------------------------- | ----------------------------------------- | ----------------------------------------- | ------------------------ | ------------------------ | ------------------------ |
| AK Meckenheim (A 61)      | AD Bad Neuenahr-Ahrweiler | 73.400                                    | 70.700                                    | 72.900                                    | 19,8 %                   | 19,2 %                   | 18,9 %                   |
| AD Bad Neuenahr-Ahrweiler | AD Sinzig (A 61)          | 62.800                                    | 59.000                                    | 61.000                                    | 22,3 %                   | 21,8 %                   | 22,3 %                   |
| AD Bad Neuenahr-Ahrweiler | AS Bad Neuenahr           | 14.400                                    | 14.800                                    | 18.000                                    | 04,5 %                   | 04,0 %                   | 03,9 %                   |